# Cesta za pověstí
Okruh Cesta za pověstí je značená cesta mající charakter naučné stezky, dlouhá 14,8 km, vedoucí z náměstí ve Žluticích v okrese Karlovy Vary a spojující zajímavá místa v okolí Žlutic a pod vrchem Vladař. Stezka vznikala od roku 2009 a jejím cílem je především propojit zajímavá místa v kraji pod stolovou horou Vladař a upozornit na pověsti, které se ke kraji vztahují.

## Základní údaje
Stezku včetně tabulí, laviček, propagačních materiálů a terénních úprav vytvořilo občanské sdružení Spolek okrašlovací Vladař. Cesta je značena běžnou červenou a žlutou turistickou značkou (červeně v úseku ze Žlutic přes místní část Lomnice, odtud údolím Střely k železniční zastávce Záhořice a na vrchol Vladaře; dále žlutě z vrcholu Vladaře přes Vladořice a Kolešov k rozcestí Nad Roklí, přes Hradsky Dvůr ke zřícenině hradu Nevděk a odtud zpátky do Žlutic). Od rozcestí v polích za Kolešovem vede již neznačená odbočka stezky do vsi Kobylé, kde bývala v provozu vesnická minizoo Babiččin dvoreček. Na stezce jsou umístěny malované informační tabule vytvořené výtvarníkem Daliborem Nesnídalem, které seznamují s okolními zajímavostmi a pověstmi.

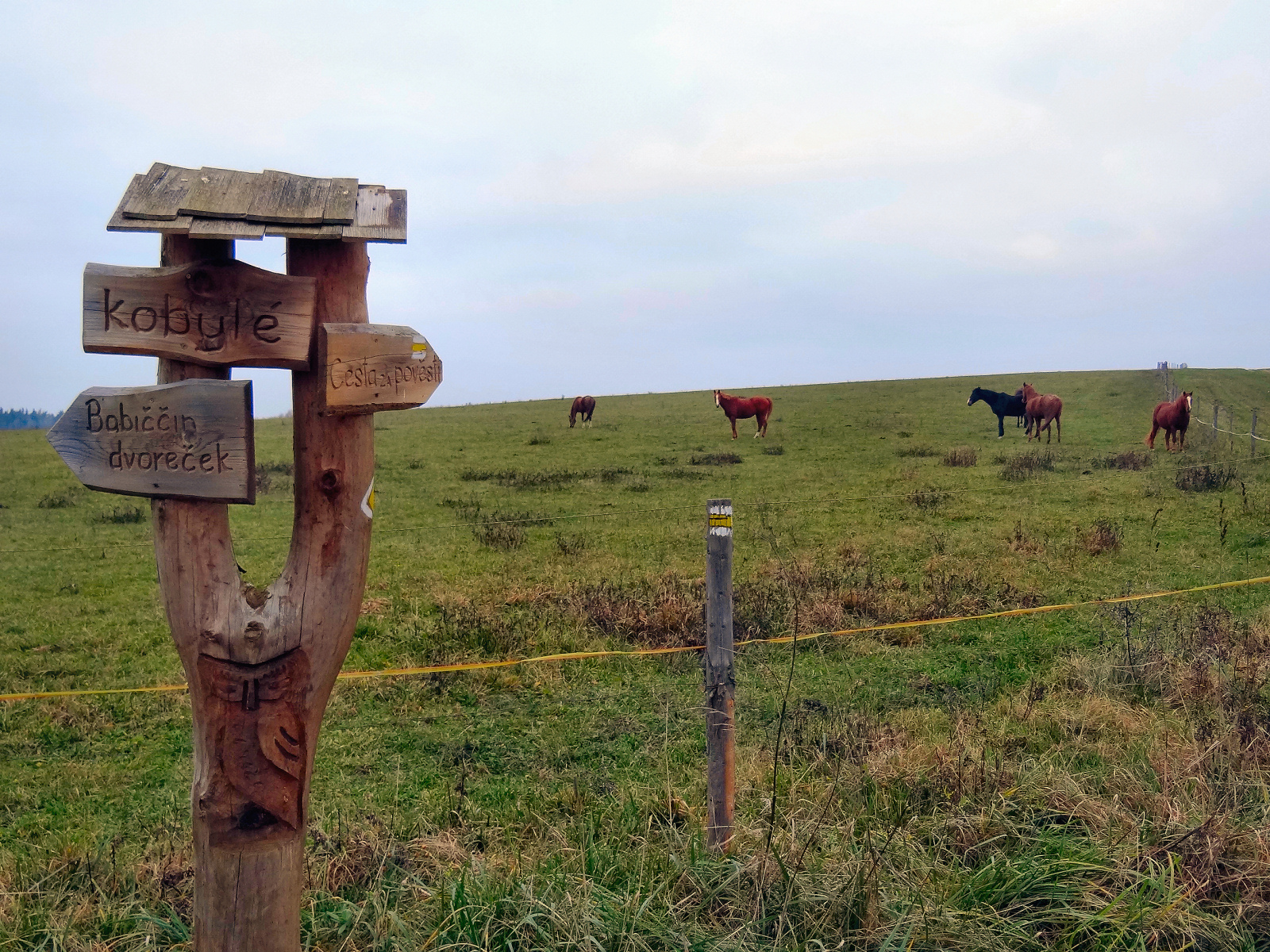
Dřevěný rozcestník Cesty za pověstí poblíž Kobylé

Stezka využila původní červenou značenou trasu ze Žlutic na Vladař, kde však byl velmi nevhodný úsek mezi městem a záhořickou zastávkou vedoucí původně po silnici 205 nahrazen nově zbudovanou lesní cestou mezi řekou Střelou a železniční tratí, částečně vedenou mlýnským náhonem. Tato partie byla dříve pro náletové dřeviny zcela neprůchodná. Další část stezky značená žlutě představuje zajímavé propojení Vladaře a původně kusé žlutě značené cesty ze Žlutic k hradu Nevděk, kdy vznikla nová přístupová cesta na vrchol Vladaře od východu. Částečně pak dochází k souběhu se stezkou sovy Rozárky.
Vedení celé trasy je vyobrazeno na informačních tabulích a propagačních materiálech. Mapku i s informacemi je možné získat v informačních střediscích ve Žluticích, Chyši, Toužimi a Rabštejně nad Střelou a jsou také ke stažení na stránkách o naučné stezce.

## Další naučné stezky
Krajinou pod Vladařem byly v posledních letech vybudovány další naučné či jiné stezky, které se trasami s touto zčásti prolínají:
- Dětská Naučná stezka sovy Rozárky
- Křížková cesta